# Marie Antonie Španělská
Marie Antonie Španělská (celým jménem Marie Antonie Fernanda Bourbonská, 17. listopadu 1729, Alcázar, Sevilla – 19. září 1785, hrad Moncalieri, Turín) byla španělská infantka, dcera španělského krále Filipa V. a sňatkem s Viktorem Amadeem i sardinská královna. Byla matkou tří posledních sardinských králů z rodů Savojských.

## Život

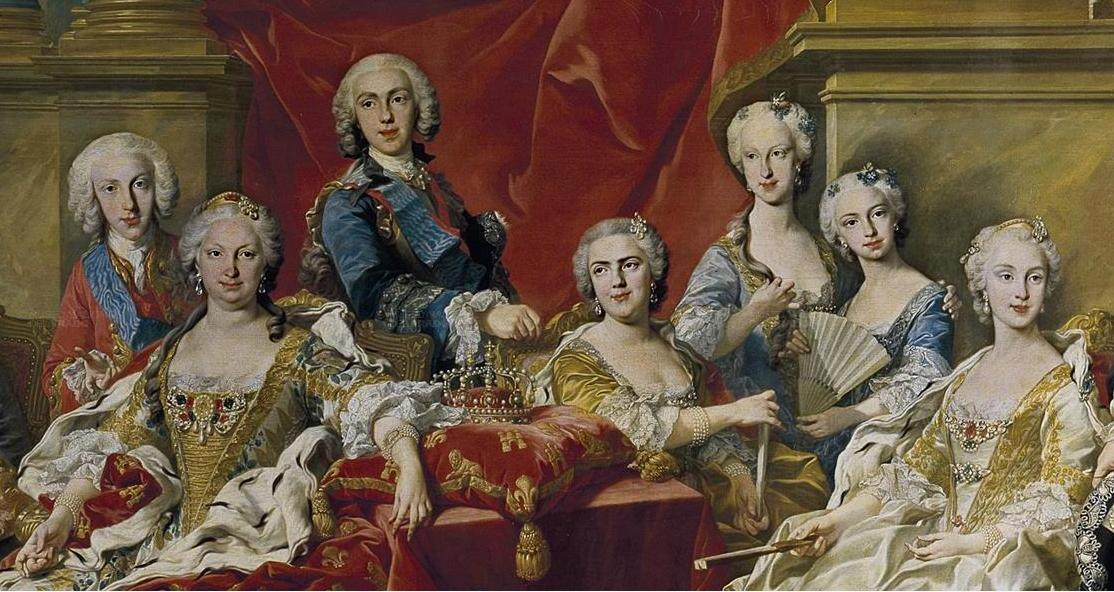
Marie Antonie s rodinou, zleva: bratr Ludvík Antonín, matka Alžběta, bratr Filip, švagrová Luisa Alžběta, sestra Marie Tereza Rafaela, Marie Antonie a švagrové Marie Amálie

### Mládí
Marie Antonie se narodila 17. listopadu 1729 v královském paláci Alcázar v Seville jako nejmladší dcera španělského krále Filipa V. a jeho druhé manželky Alžběty Parmské. V době jejího narození byla situace ve Španělsku nestálá, právě probíhaly i přípravy na podepsání mírové smlouvy v Seville, která měla ukončit Anglo-španělskou válku. Několik let strávila Marie Antonie v Seville, nicméně, již roku 1733 se královská rodina přesunula do Madridu. Poslední dcera Filipa V. se původně narodila pouze jako Marie Antonie, ale na počest bratra a pozdějšího španělského krále získala i třetí jméno Ferdinanda. Již od narození měla titul španělské infantky, což je obdoba titulu princezny v jiných evropských zemích.
Mariini rodiče současně plánovaly dva sňatky: sňatek její s francouzským dauphinem Ludvíkem a zároveň i sňatek Mariina bratra Filipa s dauphinovou sestrou Luisou Alžbětou. Se sňatkem Marie a dauphina Ludvíka souhlasili všichni členové rodiny, ale její matka Alžběta si přála, aby se její dcera provdala ve zralejším věku; zásnuby tedy byly posunuty. Mezitím se o mladou Marii Antonii ucházel například pozdější saský kurfiřt Fridrich Kristián, který byl o sedm let starší. Manželství mezi Filipem a Luisou Alžbětou se nakonec uskutečnilo roku 1739, ale dauphin Ludvík se nakonec rozhodl pro sňatek s Mariinou starší sestrou Marií Terezou Rafaelou. Roku 1746, rok po svatbě, ale Marie Tereza zemřela a Mariin bratr Ferdinand se dauphinovi pokusil znovu „dohodit“ nejmladší sestru Marii Antonii. To ale urazilo francouzského krále Ludvíka XV., který to označil za nehoráznost a incest.

### Manželství
Po nezdaru se sňatkem Marie Antonie a dauphina Ludvíka se mladá infantka zasnoubila s budoucím sardinským králem Viktorem Amadeem, synem Karla Emanuela III. a jeho druhé manželky Polyxeny. 12. dubna 1750 v Madridu se v zastoupení odehrál první svatební obřad, až 31. května toho roku se konal obřad s oběma snoubenci a to v Oulx. Samotný sňatek byl dojednán Mariiným nevlastním bratrem Ferdinandem, který si přál posílit vztahy mezi Turínem a Madridem, které rozdělovaly Války o rakouské dědictví. Jako svatební dar pro novomanžele posloužila rekonstrukce královského paláce v Turíně architektem Benedettem Alfierim. Marie Antonie navíc dostala od rodiny Viktora Amadea velký finanční obnos a pozemky v Miláně. Italský hudební skladatel Baldassare Galuppi na počest uzavření sňatku dokonce napsal několik oper.
Manželství bylo šťastné, manželé se obklopovali i mistry a učenci různých řemesel. Marie Antonie si ale z rodného Španělska přinesla neuhlazenou etiketu a nebyla u dvora příliš oblíbená. Byla popisována jako chladná a plachá dáma, ale zároveň byla také známá svojí zbožností.

### Královna sardinská
Po smrti tchána Karla Emanuela v roce 1773 na trůn nastoupil jediný přeživší syn Viktor Amadeus, Mariin manžel. Společně s ním nastoupila na trůn i jeho manželky a Marie Antonie se tak stala sardinskou královnou. Později dohodla též sňatek nejstaršího syna Karla Emanuela s francouzskou princeznou Marií Klotildou, se kterou měla výborný vztah. Dvanáct let byla královnou Sardinie, pak ve věku pětapadesáti let zemřela a byla pohřbena v turínské bazilice Superga. Manžel Viktor Amadeus ji přežil o jedenáct let.

## Potomci

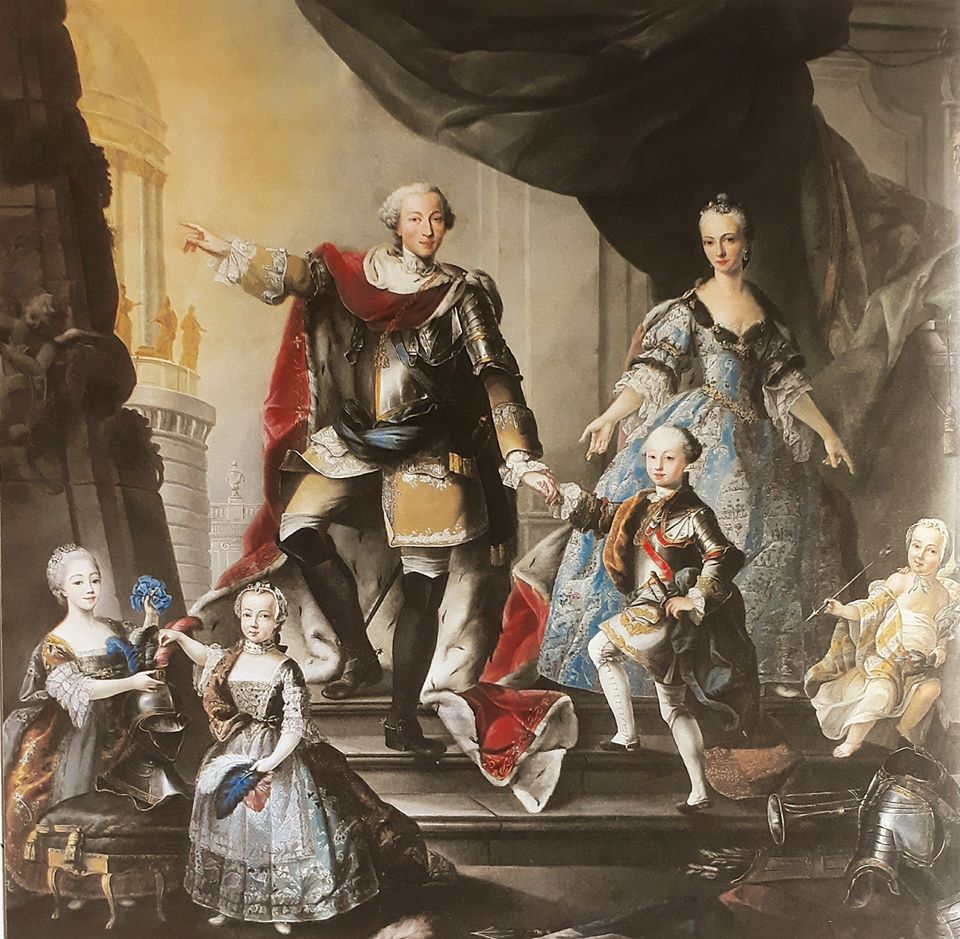
Obraz Marie Antonie s manželem a dětmi

Ze sňatku se s Viktorem Amadeem vzešlo dvanáct dětí, z nichž devět (čtyři snové, pět dcer) se dožilo dospělosti.
- Karel Emanuel (24. května 1751 – 6. října 1819), vévoda savojský a sardinský král v letech 1796 až 1802, ⚭ 1775 Marie Klotilda Francouzská (23. září 1759 – 7. března 1802)
- Marie Alžběta Šarlota (16. července 1752 – 17. dubna 1755), zemřela v dětství
- Marie Josefína (2. září 1753 – 13. listopadu 1810) ⚭ 1771 Ludvík XVIII. (17. listopadu 1755 – 16. září 1824), 43. velmistr Vojenského a špitálního řádu sv. Lazara Jeruzalémského, francouzský král od 6. dubna 1814 do 20. března 1815 a poté 8. července 1815 až do své smrti
- Amadeus Alexandr (5. října 1754 – 29. dubna 1755), zemřel v dětství
- Marie Tereza (31. ledna 1756 – 2. června 1805), ⚭ 1773 Karel X. (9. října 1757 – 6. listopadu 1836), francouzský král v letech 1824–1830
- Marie Anna (17. prosince 1757 – 11. října 1824), ⚭ 1775 Benedetto ze Chablais (21. června 1741 – 4. ledna 1808), vévoda ze Chablais
- Viktor Emanuel (24. července 1759 – 10. ledna 1824), vévoda savojský, piemontský, aostský a král sardinský v letech 1802 až 1821, ⚭ 1789 Marie Tereza Rakouská-Este (1. listopadu 1773 – 29. března 1832)
- Marie Kristýna Ferdinanda (21. listopadu 1760 – 19. května 1768), zemřela v dětství
- Mořic (13. prosince 1762 – 1. září 1799), zemřel na malárii, svobodný a bezdětný
- Marie Karolína (17. ledna 1764 – 28. prosince 1782), ⚭ 1781 Antonín Saský (27. prosince 1755 – 6. června 1836), saský král od roku 1827 až do své smrti
- Karel Felix (6. dubna 1765 – 27. dubna 1831), vévoda savojský, piemontský, aostský a král sardinský v letech 1821 až 1831, ⚭ 1807 Marie Kristýna Neapolsko-Sicilská (17. ledna 1779 – 11. března 1849)
- Josef (5. října 1766 – 29. října 1802), zemřel na malárii, svobodný a bezdětný

## Vývod z předků
|                         |                                      |  |                    |                                |  |  |  |  |  |  |  | Ludvík XIII. |
|                         |                                      |  |                    |                                |  |  |  |  |  |  |  |              |
|                         | Ludvík XIV.                          |  |                    |                                |  |  |  |  |  |  |  |              |
|                         |                                      |  |                    |                                |  |  |  |  |  |  |  |              |
|                         |                                      |  |                    | Anna Rakouská                  |  |  |  |  |  |  |  |              |
|                         |                                      |  |                    |                                |  |  |  |  |  |  |  |              |
|                         | Ludvík Francouzský                   |  |                    |                                |  |  |  |  |  |  |  |              |
|                         |                                      |  |                    |                                |  |  |  |  |  |  |  |              |
|                         |                                      |  |                    | Filip IV. Španělský            |  |  |  |  |  |  |  |              |
|                         |                                      |  |                    |                                |  |  |  |  |  |  |  |              |
|                         | Marie Tereza Habsburská              |  |                    |                                |  |  |  |  |  |  |  |              |
|                         |                                      |  |                    |                                |  |  |  |  |  |  |  |              |
|                         |                                      |  |                    | Izabela Bourbonská             |  |  |  |  |  |  |  |              |
|                         |                                      |  |                    |                                |  |  |  |  |  |  |  |              |
|                         | Filip V. Španělský                   |  |                    |                                |  |  |  |  |  |  |  |              |
|                         |                                      |  |                    |                                |  |  |  |  |  |  |  |              |
|                         |                                      |  |                    | Maxmilián I. Bavorský          |  |  |  |  |  |  |  |              |
|                         |                                      |  |                    |                                |  |  |  |  |  |  |  |              |
|                         | Ferdinand Maria Bavorský             |  |                    |                                |  |  |  |  |  |  |  |              |
|                         |                                      |  |                    |                                |  |  |  |  |  |  |  |              |
|                         |                                      |  |                    | Marie Anna Habsburská          |  |  |  |  |  |  |  |              |
|                         |                                      |  |                    |                                |  |  |  |  |  |  |  |              |
|                         | Marie Anna Bavorská                  |  |                    |                                |  |  |  |  |  |  |  |              |
|                         |                                      |  |                    |                                |  |  |  |  |  |  |  |              |
|                         |                                      |  |                    | Viktor Amadeus I. Savojský     |  |  |  |  |  |  |  |              |
|                         |                                      |  |                    |                                |  |  |  |  |  |  |  |              |
|                         | Jindřiška Adéla Marie Savojská       |  |                    |                                |  |  |  |  |  |  |  |              |
|                         |                                      |  |                    |                                |  |  |  |  |  |  |  |              |
|                         |                                      |  |                    | Kristina Bourbonská            |  |  |  |  |  |  |  |              |
|                         |                                      |  |                    |                                |  |  |  |  |  |  |  |              |
| Marie Antonie Španělská |                                      |  |                    |                                |  |  |  |  |  |  |  |              |
|                         |                                      |  |                    |                                |  |  |  |  |  |  |  |              |
|                         |                                      |  | Odoardo I. Farnese |                                |  |  |  |  |  |  |  |              |
|                         |                                      |  |                    |                                |  |  |  |  |  |  |  |              |
|                         | Ranuccio II. Farnese                 |  |                    |                                |  |  |  |  |  |  |  |              |
|                         |                                      |  |                    |                                |  |  |  |  |  |  |  |              |
|                         |                                      |  |                    | Markéta Medicejská             |  |  |  |  |  |  |  |              |
|                         |                                      |  |                    |                                |  |  |  |  |  |  |  |              |
|                         | Eduard Parmský                       |  |                    |                                |  |  |  |  |  |  |  |              |
|                         |                                      |  |                    |                                |  |  |  |  |  |  |  |              |
|                         |                                      |  |                    | František I. d'Este            |  |  |  |  |  |  |  |              |
|                         |                                      |  |                    |                                |  |  |  |  |  |  |  |              |
|                         | Isabela d´Este                       |  |                    |                                |  |  |  |  |  |  |  |              |
|                         |                                      |  |                    |                                |  |  |  |  |  |  |  |              |
|                         |                                      |  |                    | Marie Kateřina Farnese         |  |  |  |  |  |  |  |              |
|                         |                                      |  |                    |                                |  |  |  |  |  |  |  |              |
|                         | Alžběta Parmská                      |  |                    |                                |  |  |  |  |  |  |  |              |
|                         |                                      |  |                    |                                |  |  |  |  |  |  |  |              |
|                         |                                      |  |                    | Wolfgang Vilém Neuburský       |  |  |  |  |  |  |  |              |
|                         |                                      |  |                    |                                |  |  |  |  |  |  |  |              |
|                         | Filip Vilém Falcký                   |  |                    |                                |  |  |  |  |  |  |  |              |
|                         |                                      |  |                    |                                |  |  |  |  |  |  |  |              |
|                         |                                      |  |                    | Magdalena Bavorská             |  |  |  |  |  |  |  |              |
|                         |                                      |  |                    |                                |  |  |  |  |  |  |  |              |
|                         | Dorotea Žofie Falcko-Neuburská       |  |                    |                                |  |  |  |  |  |  |  |              |
|                         |                                      |  |                    |                                |  |  |  |  |  |  |  |              |
|                         |                                      |  |                    | Jiří II. Hesensko-Darmstadtský |  |  |  |  |  |  |  |              |
|                         |                                      |  |                    |                                |  |  |  |  |  |  |  |              |
|                         | Alžběta Amálie Hesensko-Darmstadtská |  |                    |                                |  |  |  |  |  |  |  |              |
|                         |                                      |  |                    |                                |  |  |  |  |  |  |  |              |
|                         |                                      |  |                    | Žofie Eleonora Saská           |  |  |  |  |  |  |  |              |
|                         |                                      |  |                    |                                |  |  |  |  |  |  |  |              |